# 坦珀蘭斯貝爾 (喬治亞州)
坦珀蘭斯貝爾（英語：Temperance Bell）是位於美國喬治亞州格林縣（Greene County）的一個非建制地區。該地的面積和人口皆未知。

## 地理
坦珀蘭斯貝爾的座標為33°40′34″N 83°02′53″W / 33.67611°N 83.04806°W，而該地的平均海拔高度為208米（即682英尺）。